# اچ‌ام‌اس آسیا (۱۸۱۱)
اچ‌ام‌اس آسیا (۱۸۱۱) (به انگلیسی: HMS Asia (1811)) یک کشتی بود که طول آن ۱۷۶ فوت (۵۴ متر) بود. این کشتی در سال ۱۸۱۱ ساخته شد.